# Kiyomi Katō (siatkarka)
Kiyomi Katō, obecnie Nakamura (jap. 加藤 きよみ (中村) Katō Kiyomi (Nakamura); ur. 9 marca 1953 w prefekturze Ibaraki) – japońska siatkarka, złota medalistka igrzysk olimpijskich, mistrzostw świata i igrzysk azjatyckich.

## Życiorys
Katō wraz z reprezentacją Japonii zdobyła złote medale podczas igrzysk azjatyckich 1974 odbywających się w Teheranie oraz na mistrzostwach świata 1974 w Meksyku. Wystąpiła na igrzyskach olimpijskich 1976 w Montrealu. Zagrała wówczas we wszystkich meczach olimpijskiego turnieju, w tym we zwycięskim meczu finałowym ze reprezentacją Związku Radzieckiego.
W latach 1971–1976 była zawodniczką klubu Hitachi Belle Fille, z którym trzykrotnie zdobyła mistrzostwo ligi japońskiej pomiędzy 1974 i 1976. Kilkukrotnie była wyróżniona jako najlepsza broniąca, zagrywająca, przyjmująca oraz atakująca japońskich rozgrywek.